# Teodemiro
Teodemiro ou Teodomiro, filho do Ricomero (general franco a serviço de Roma e cônsul em 384) e Ascila, foi rei dos francos ripuários no início do século V. Ele foi morto juntamente com sua mãe em 421 ou 428.

## Biografia
Gregório de Tours afirmou que Teodemiro foi mencionado nas tabelas consulares como rei dos francos e filho de Ricomero e Ascila, assim como que ele foi morto pelos romanos junto de sua mãe. A data destes eventos não é certa havendo duas candidatas, 421 ou 428; os historiadores Godefroid Kurth e Michel Rouche não indicam a data. Em seu Dicionário dos Francos, nos Tempos Merovíngios (1996), Pierre Riché achou que "Ele apoiou a causa dos usurpadores Constantino III e Jovino". Segundo ele, Teodemiro foi executado pelo imperador Honório por apoiar os usurpadores.
Pode parecer estranho que o filho de um general franco a serviço de Roma e regularmente presente na corte poderia tornar-se rei dos francos. A situação não é, contudo, sem precedentes, sendo o caso de Malobaldo, outro rei franco que havia servido por 30 anos o exército romano, uma prova.

## Hipótese de sua descendência
Segundo alguns autores, Teodemiro poderia ser o pai de Clódio, mas o assunto ainda é debatido.
- Em 580, Gregório de Tours apenas disse que Clódio reinou depois do reinado de Teodemiro. Esta história só prova que Gregório de Tours sabia da existência de uma relação entre Teodemiro e Clódio. Ele escreve um século mais tarde, e certamente teve acesso a fontes contemporâneas, mas esses documentos não possuem informações sobre o assunto. Não se sabe se a sucessão é imediata ou se levou vários anos entre os dois reis.[5]
- Em 660, a Crônica de Fredegário afirma que Clódio sucedeu a seu pai Teodemiro. Mas a maioria dos historiadores acreditam que este texto é uma interpolação de Gregório de Tours, que é o mais provável. No entanto, há uma possibilidade muito pequena de que o autor da Crônica teve acesso a fontes diferentes das de Gregório, como mostra histórias que não aparecem na História dos Francos. Esta relação entre Teodemero e Clódio não pode ser confirmada, nem refutada.[5]
- Finalmente, em 727, a Liber Historiae Francorum diz que o pai de Clódio foi um rei franco chamado Faramundo, desconhecido em fontes contemporâneas (a primeira menção a Faramundo remonta ao século VII). Esta é a teoria que prevaleceu durante a Idade Média, mas recentemente foi abandonada após o trabalho de Godefroid Kurth. A Liber também é falha porque ela atribuiu dois pais distintos a Marcomero, Faramundo e Sunão, enquanto textos romanos atestam que eles eram irmãos.[5]

Sem especificar se Teodemiro é pai de Clódio, Godefroid Kurth considera Teodemiro como um merovíngio. De acordo com Christian Settipani, elementos onomásticos que compõem o nome de Ricomero e Teodemero estão entre os descendentes de Clódio (Meroveu, Quilderico, Teodorico, Clodomiro), o que não é o caso do grupo Marcomero-Suno-Faramundo.